# Іттіредду
Іттіредду (італ. Ittireddu, сард. Ittireddu) — муніципалітет в Італії, у регіоні Сардинія,  провінція Сассарі.
Іттіредду розташоване на відстані близько 340 км на південний захід від Рима, 150 км на північ від Кальярі, 35 км на південний схід від Сассарі.
Населення — 544 особи (2014).
Щорічний фестиваль відбувається 25 липня. Покровитель — San Giacomo.

## Демографія
Населення за роками:

Станом на 1 січня 2023 року в муніципалітеті офіційно проживало 17 іноземців з 4 країн, серед них 13 громадян країн Євросоюзу.

## Сусідні муніципалітети
- Бонорва
- Морес
- Нугеду-Сан-Ніколо
- Оцієрі